# Андерсон, Джеймс Гилберт
Джеймс Гилберт Андерсон (James (Jim) G. Anderson; род. 1944, Спокан, Вашингтон) — американский химик, пионер экологической химии.
Доктор философии (1970), профессор Гарварда, где трудится с 1978 года; член НАН США (1992) и Американского философского общества (1998).
Окончил Вашингтонский университет (бакалавр физики).
Степень доктора философии по физике и астрогеофизике получил в Университете Колорадо.
С 1978 года именной профессор Robert P. Burden Professor и с 1982 года Philip S. Weld Professor химии атмосферы Гарварда; в 1998—2001 гг. возглавлял кафедру химии и химической биологии. Также трудился в Питтсбургском и Мичиганском университетах. Член Американской академии искусств и наук (1985), фелло Американской ассоциации содействия развитию науки (1986) и Американского геофизического союза (1989).

## Награды и отличия
- Премия Эрнеста Лоуренса (1993)
- Arthur L. Day Prize and Lectureship[англ.] (1996)
- Силлимановская лекция (2002)
- United Nations Vienna Convention Award for Protection of the Ozone Layer (2005)
- Smithsonian American Ingenuity Award in the Physical Sciences (2012)[7]
- Benton Medal for Public Service Чикагского университета (2016)
- Polanyi Medal[англ.] (2016)
- Lichtenberg Medal[англ.] (2017)
- Aluminus Summa Laude Dignatus, Вашингтонский университет (2019)
- Dreyfus Prize in the Chemical Sciences[англ.] (2021)[3]